# Santa Cruz de Mompós
Santa Cruz de Mompós, ou Mompox, est une municipalité située au nord de la Colombie, dans le département de Bolívar, qui a su conserver son aspect colonial.
La cité a été fondée en 1540, soit sept ans après Carthagène des Indes et deux ans après Santa Fe de Bogota, par Juan de Santa Cruz, gouverneur de Carthagène qui a donné son nom au site.
Son centre historique est classé au patrimoine de l'humanité de l'UNESCO depuis 1995.

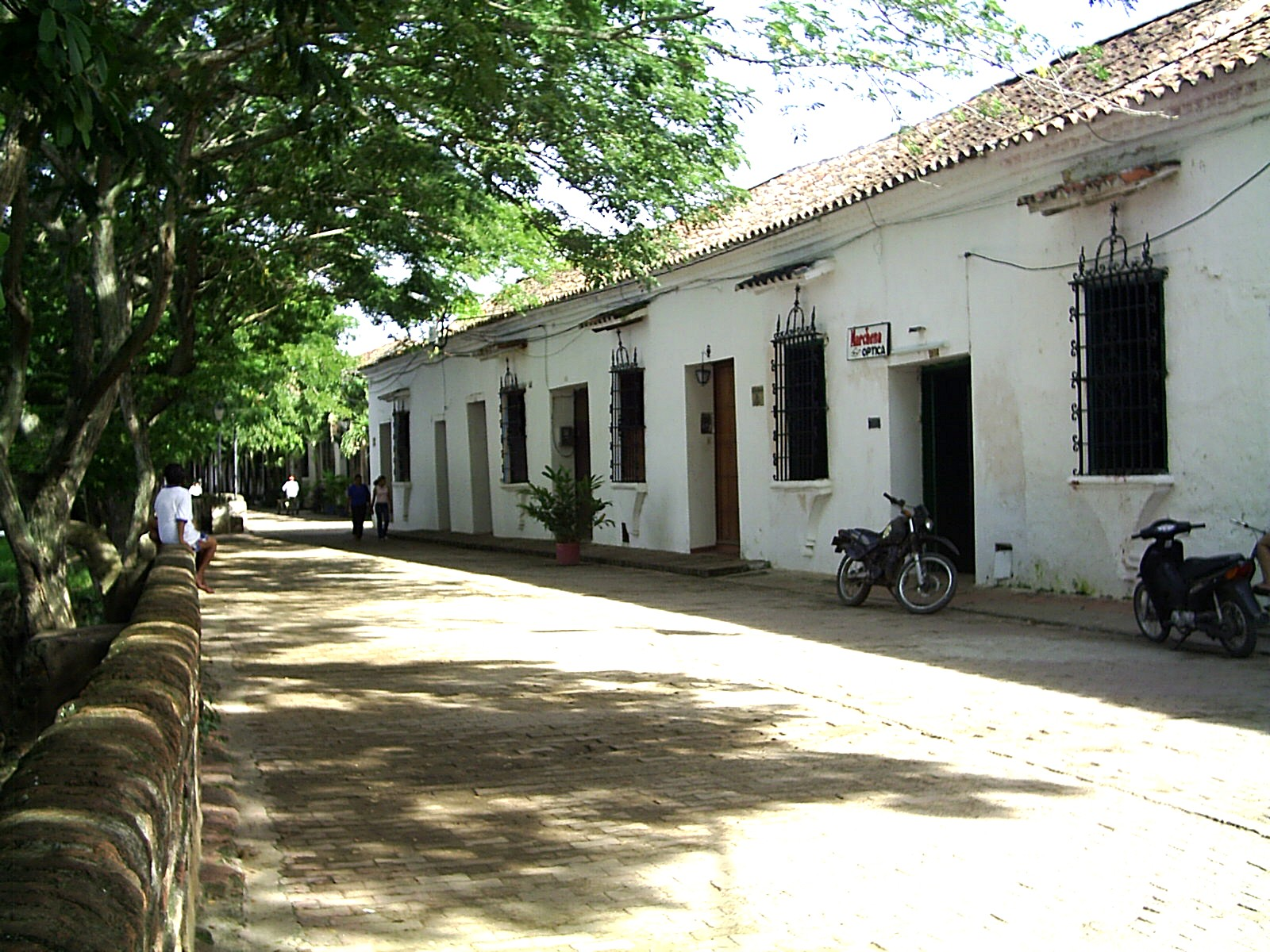
Albarrada del Campillo.
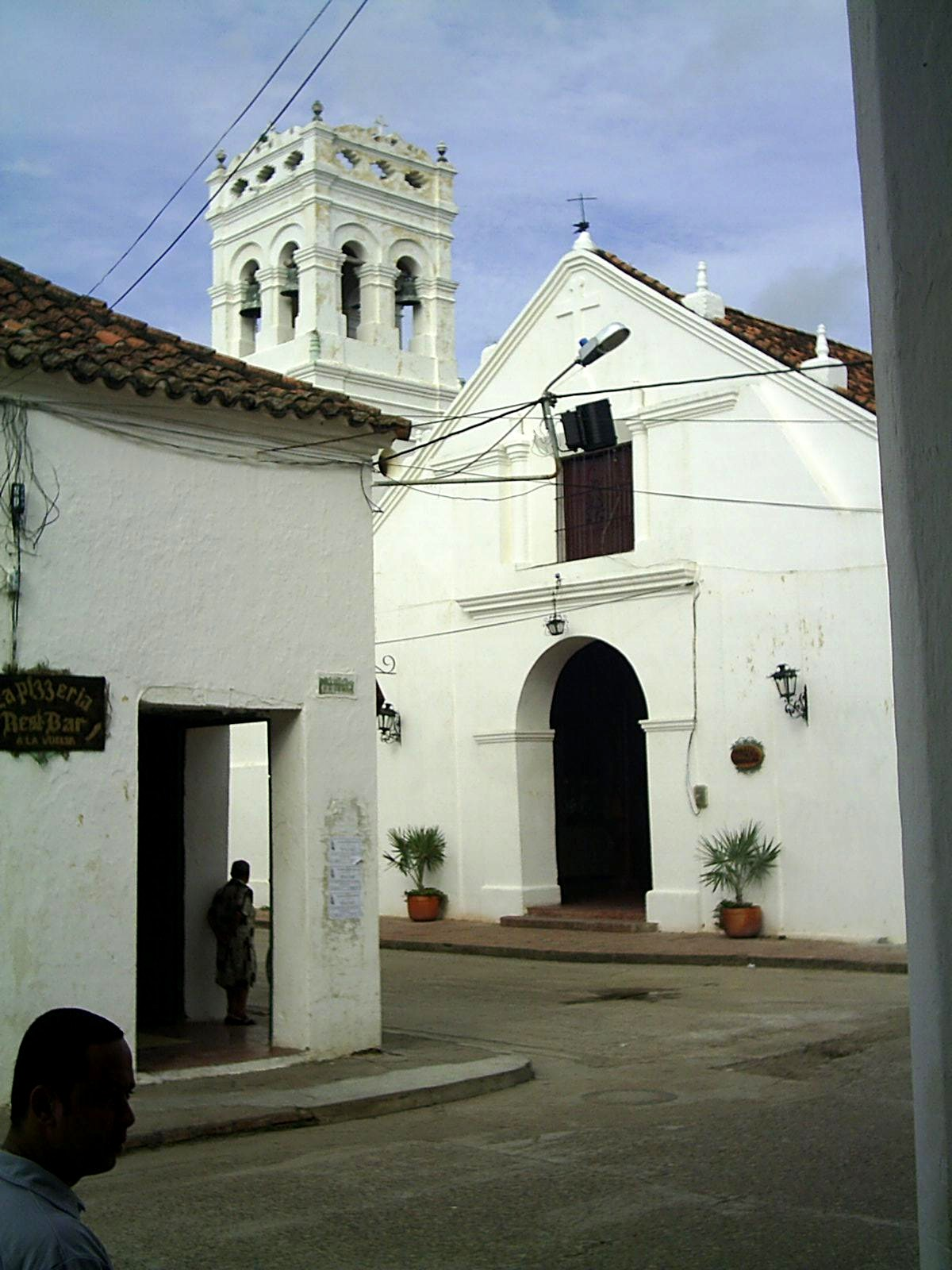
Église de San Agustín, construite au XVIIe siècle.
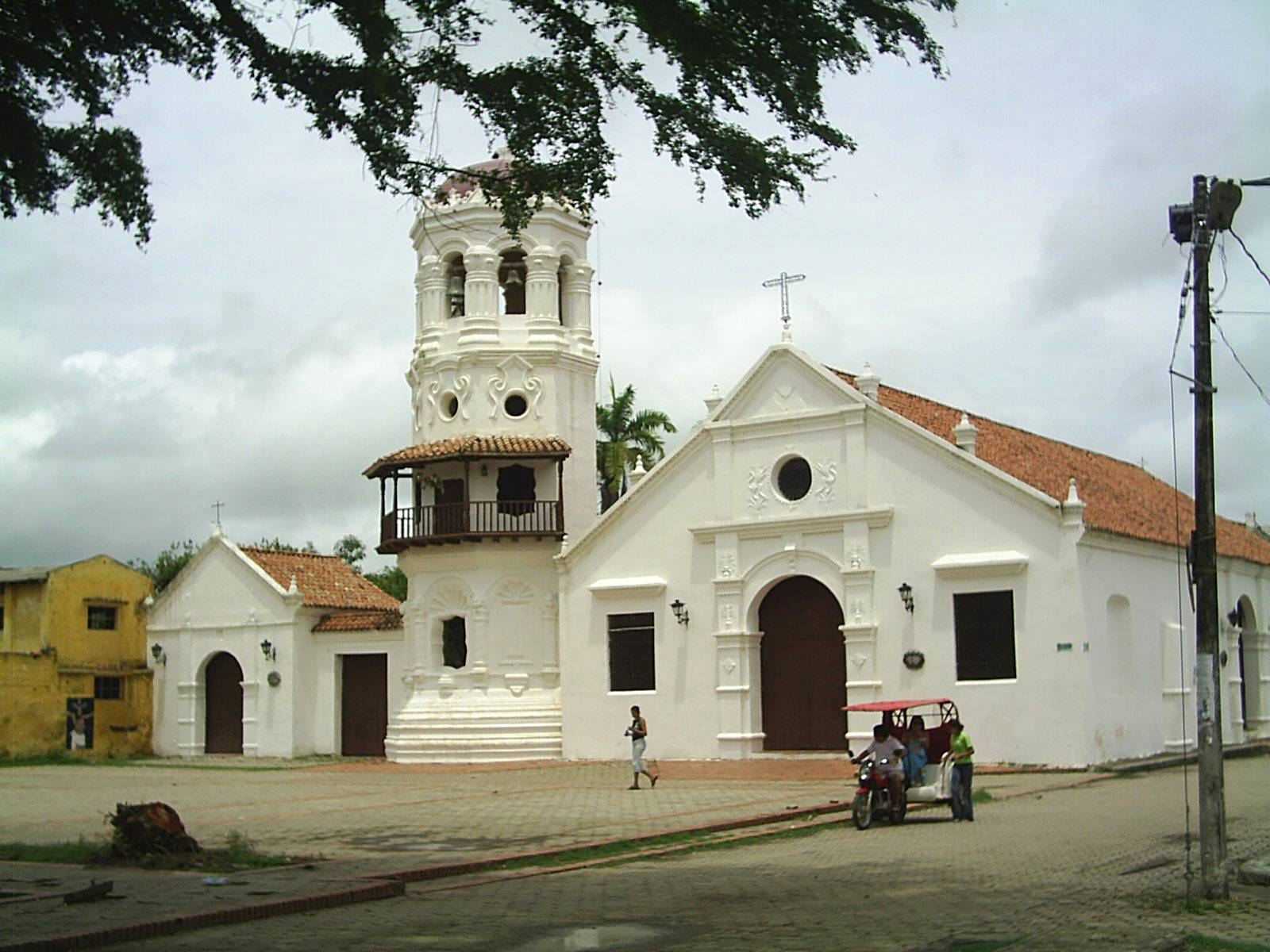
Église de Santa Bárbara, construite en 1613.
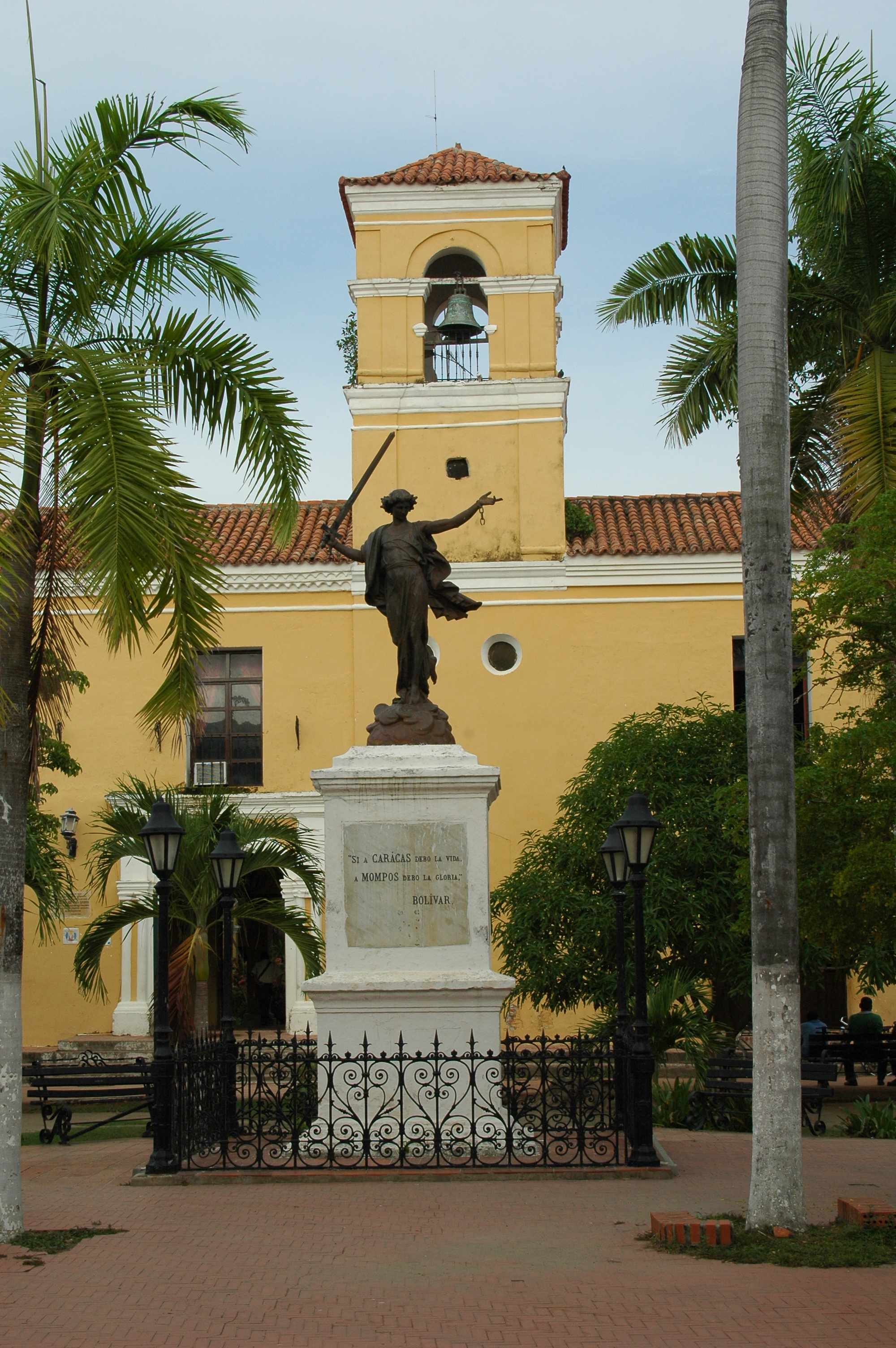
Statue de la Liberté devant le cloitre de San Carlos.
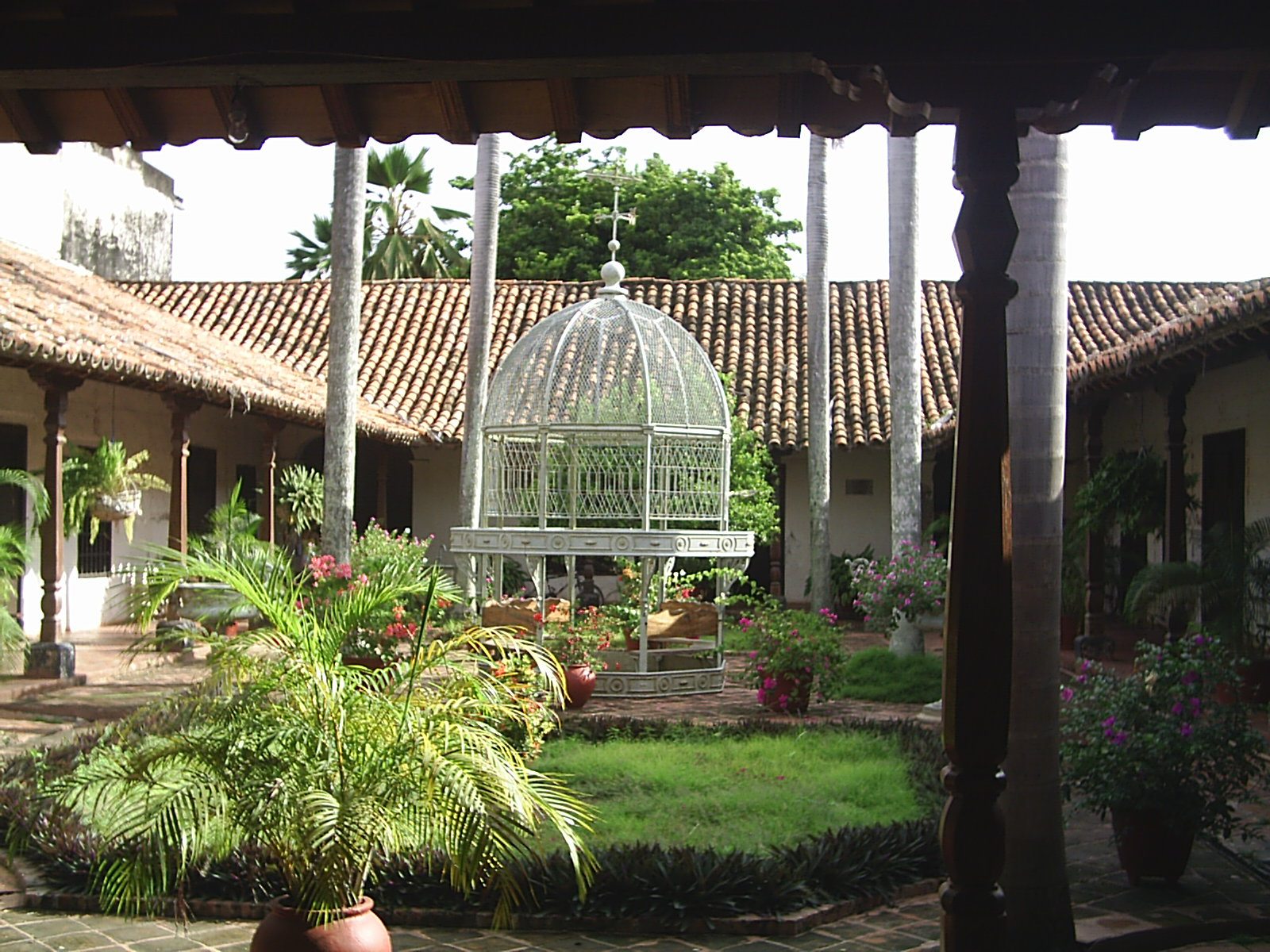
Intérieur de la résidence Peñas Alvarado, maison coloniale, patrimoine de l'humanité. Actuellement Maison de la Culture.
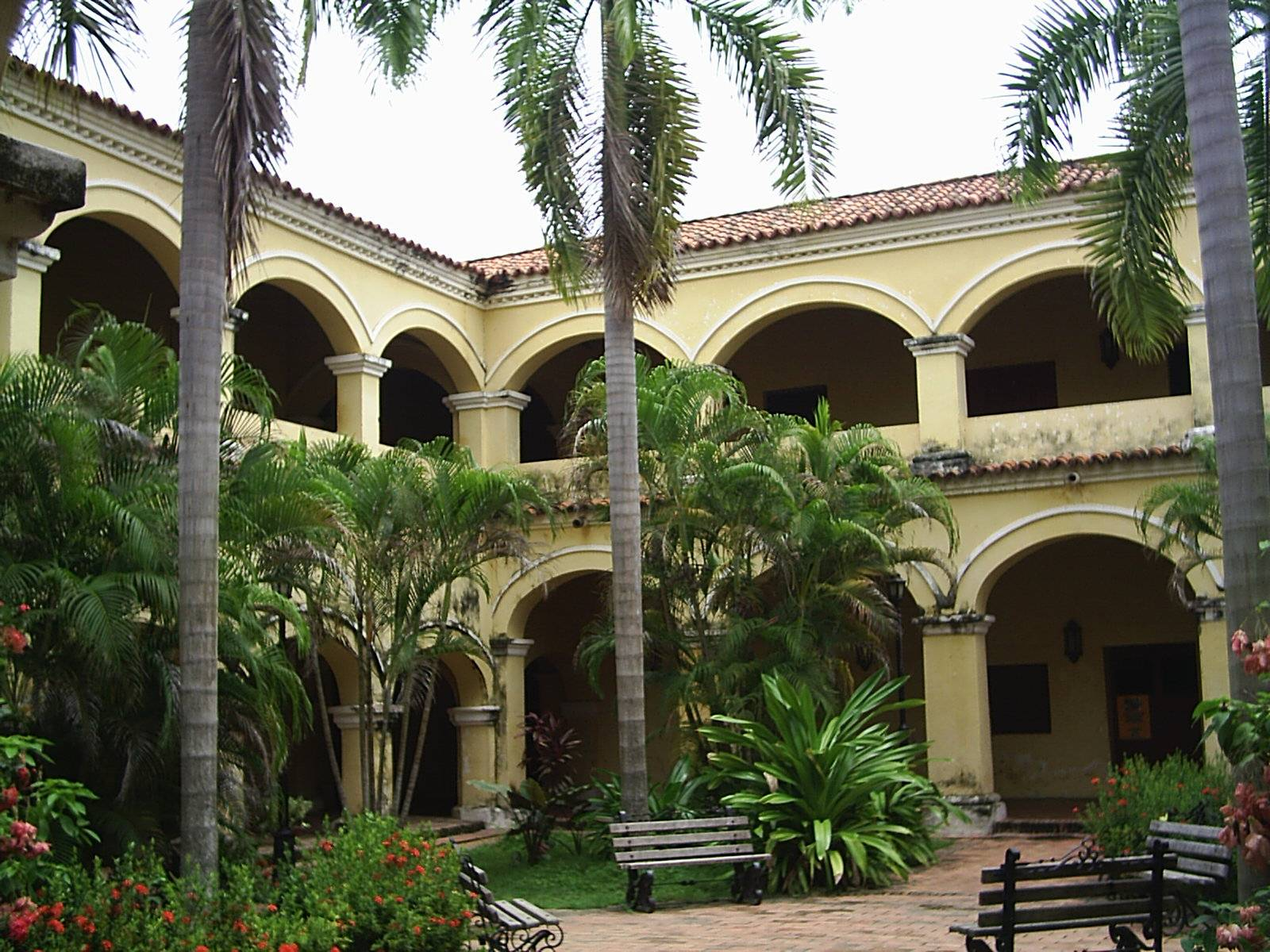
Atrium du Palais de San Carlos de Borromeo, siège de la Mairie.
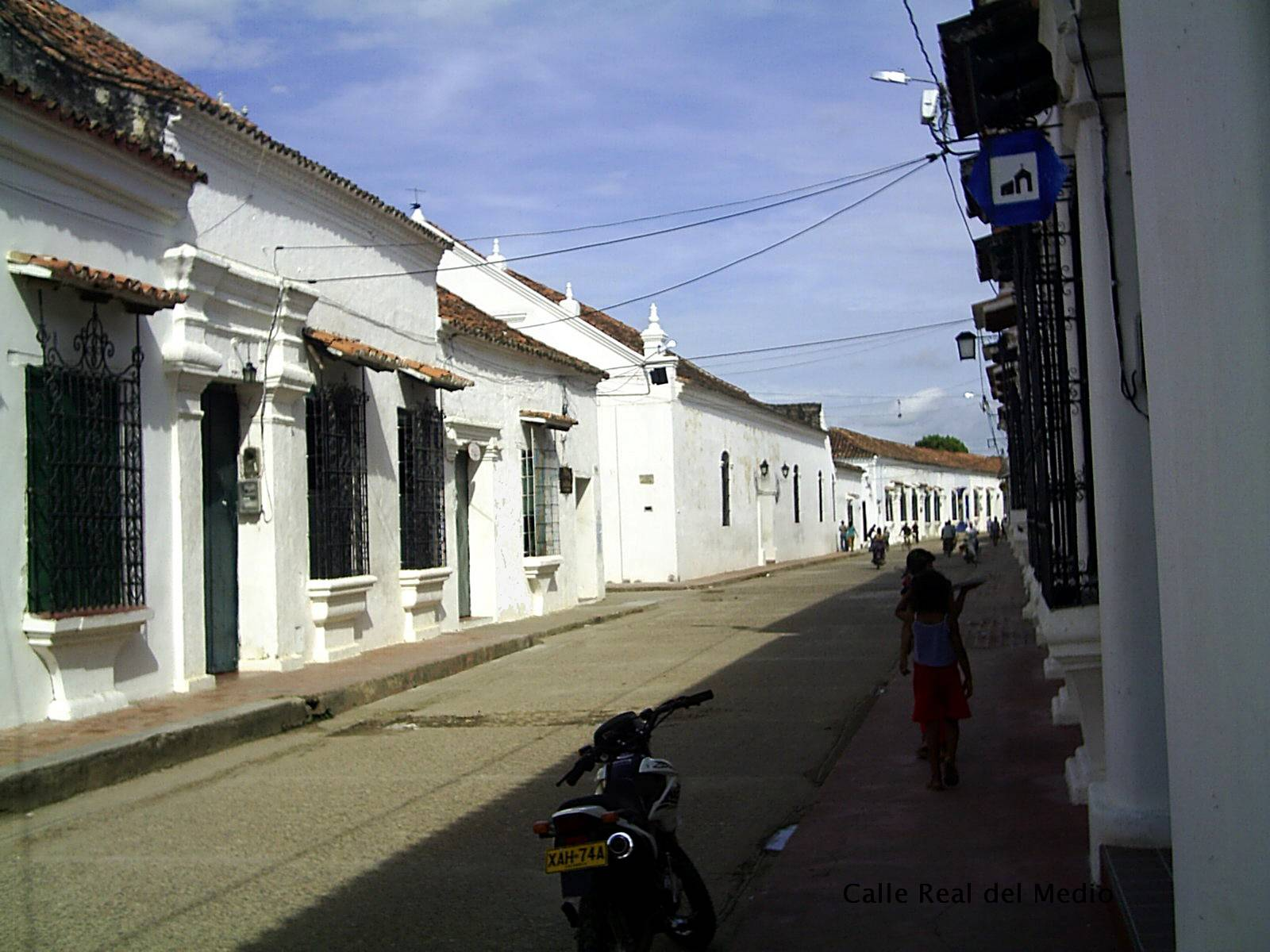
Rue Real del Medio avec son architecture coloniale.
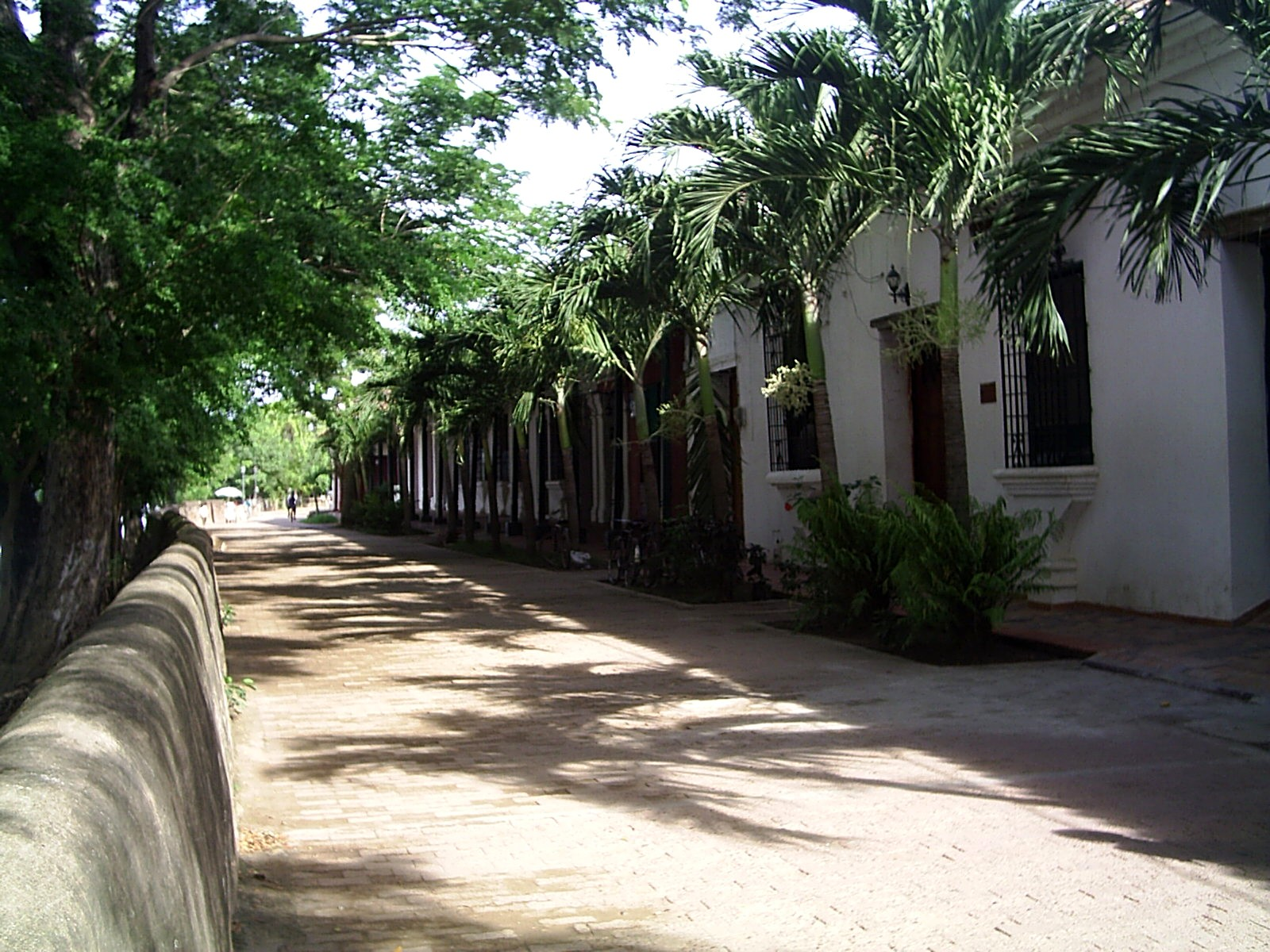
Portales de las Marquesas.
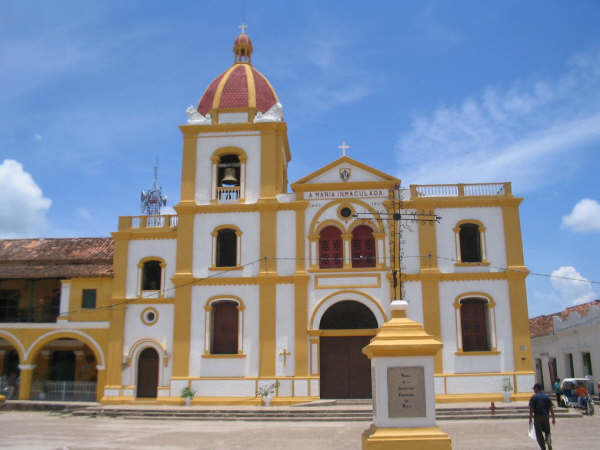
Église de la Concepción.
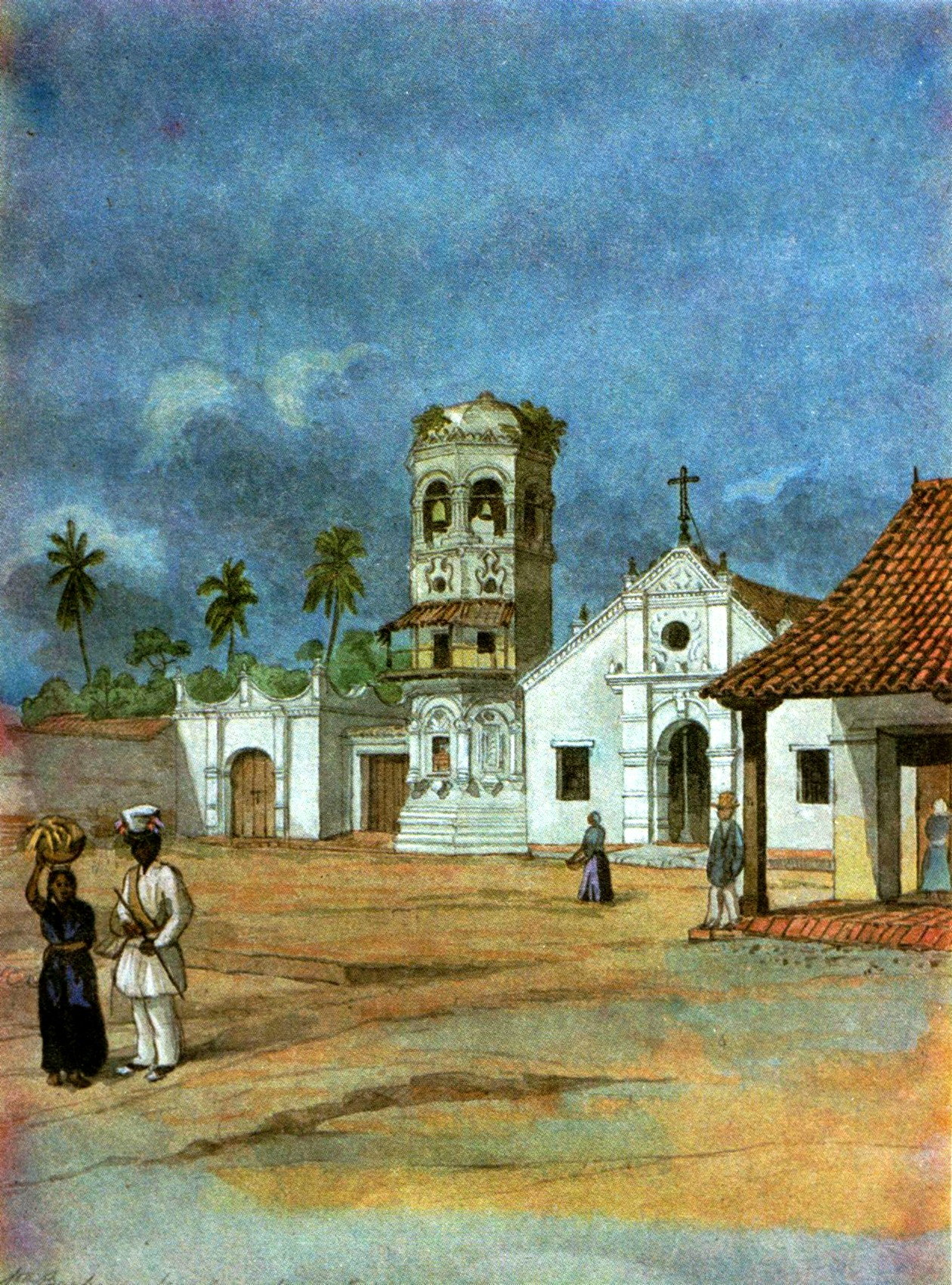
Église de Santa Bárbara en 1845, Aquarelle de Edward Walhouse Mark.
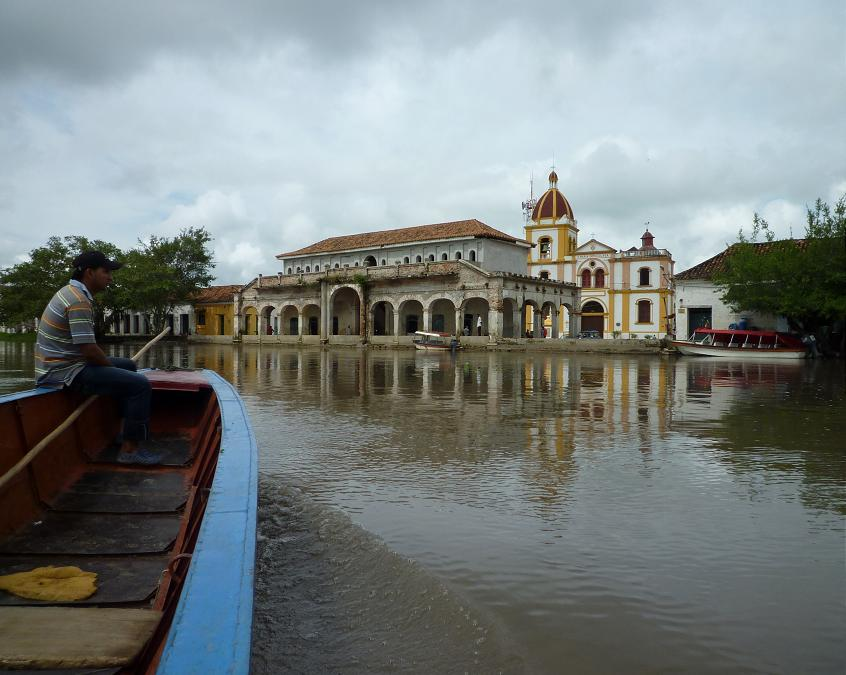
Arrivée à Mompós en barque.